# Liste der Naturdenkmale in Großbettlingen
| Naturdenkmale | Anzahl |
| ------------- | ------ |
| FND           | 8      |
| END           | 0      |
| Gesamt        | 8      |

Die Liste der Naturdenkmale in Großbettlingen nennt die verordneten Naturdenkmale (ND) der im baden-württembergischen Landkreis Esslingen liegenden Gemeinde Großbettlingen. In Großbettlingen gibt es insgesamt acht als Naturdenkmal geschützte Objekte, alle sind flächenhafte Naturdenkmale (FND), keines ein Einzelgebilde-Naturdenkmal (END).
Stand: 30. Oktober 2016.

## Flächenhafte Naturdenkmale (FND)
| Name                                           | Bild           | Kennung     | Einzelheiten              | Position | Fläche Hektar | Datum         |
| ---------------------------------------------- | -------------- | ----------- | ------------------------- | -------- | ------------- | ------------- |
| Amphibienteich im Gewann Nettelbach            | BW             | 81160050303 | Altdorf, Großbettlingen   | ⊙        | 0,4           | 20. Feb. 1995 |
| Aufgelassener Steinbruch (Zementofen)          | BW             | 81160221703 | Großbettlingen            | ⊙        | 0,7           | 25. Aug. 1983 |
| Autmut mit Feuchtwiesen                        | BW             | 81160221705 | Großbettlingen            | ⊙        | 1,4           | 20. Feb. 1995 |
| Ehemalige Fischteiche im Gewann Heiligenwiesen |                | 81160221704 | Großbettlingen            | ⊙        | 1,8           | 20. Feb. 1995 |
| Feldgehölz im Gewann Reutfeldle                | BW             | 81160221706 | Großbettlingen            | ⊙        | 0,1           | 20. Feb. 1995 |
| Grenzhag im Gewann Kirchert                    | BW             | 81160493247 | Großbettlingen, Nürtingen | ⊙        | 0,8           | 20. Feb. 1995 |
| Vulkanembryo Geigersbühl mit 3 Linden          |                | 81160221701 | Großbettlingen            | ⊙        | 0,4           | 25. Aug. 1983 |
| Vulkanembryo Staufenbühl                       | weitere Bilder | 81160221702 | Großbettlingen            | ⊙        | 3,7           | 25. Aug. 1983 |
| Legende für Naturdenkmal                       |                |             |                           |          |               |               |